# Carole Bouzidi
Carole Diana Bouzidi (París, 25 de junio de 1985) es una deportista francesa de origen argelino que compite en piragüismo en la modalidad de eslalon.
Ganó dos medallas en el Campeonato Mundial de Piragüismo en Eslalon, oro en 2014 y bronce en 2015, y cinco medallas en el Campeonato Europeo de Piragüismo en Eslalon entre los años 2012 y 2015.
Participó en los Juegos Olímpicos de París 2024, ocupando el séptimo lugar en la prueba de kayak cross.

## Palmarés internacional
| Representando a Francia |                             |                   |                |
| Campeonato Mundial      |                             |                   |                |
| Año                     | Lugar                       | Medalla           | Competición    |
| 2014                    | Deep Creek (Estados Unidos) | Medalla de oro    | K1 por equipos |
| 2015                    | Londres (Reino Unido)       | Medalla de bronce | K1 por equipos |
| Campeonato Europeo      |                             |                   |                |
| Año                     | Lugar                       | Medalla           | Competición    |
| 2012                    | Augsburgo (Alemania)        | Medalla de oro    | K1 individual  |
| 2012                    | Augsburgo (Alemania)        | Medalla de plata  | K1 por equipos |
| 2013                    | Cracovia (Polonia)          | Medalla de oro    | K1 por equipos |
| 2014                    | Viena (Austria)             | Medalla de bronce | K1 por equipos |
| 2015                    | Markkleeberg (Alemania)     | Medalla de bronce | K1 por equipos |